# 2014년 동계 올림픽 컬링 진출국 선정
2014년 동계 올림픽 컬링 본선 진출국은 세계 컬링 선수권 대회의 성적을 기준으로 산정된 점수와 올림픽 예선 대회를 통해 선정되었다.

## 본선 진출국
| 진출 기준                  | 배정 | 진출국                                                               |
| -------------------------- | ---- | -------------------------------------------------------------------- |
| 올림픽 주최국              | 1    | 러시아                                                               |
| 세계 컬링 선수권 대회 점수 | 7    | 캐나다 · 스웨덴 · 영국 · 노르웨이 · 덴마크 · 중화인민공화국 · 스위스 |
| 올림픽 예선 대회           | 2    | 독일 · 미국                                                          |
| Total                      | 10   |                                                                      |

| 진출 기준                  | 배정 | 진출국                                                     |
| -------------------------- | ---- | ---------------------------------------------------------- |
| 올림픽 주최국              | 1    | 러시아                                                     |
| 세계 컬링 선수권 대회 점수 | 7    | 스웨덴 · 스위스 · 영국 · 캐나다 · 미국 · 덴마크 · 대한민국 |
| 올림픽 예선 대회           | 2    | 중화인민공화국 · 일본                                      |
| Total                      | 10   |                                                            |

## 올림픽 본선 진출국 선정방법
올림픽 본선 진출국은 두가지 방법으로 선정된다. 먼저 2012년과 2013년에 열린 세계 컬링 선수권 대회에서 획득한 점수를 기반으로 진출국을 선정한다. 다음으로 2013년 가을에 열리는 올림픽 예선 대회를 통해 진출국을 선정하였다. 세계 컬링 선수권 대회 점수를 기반으로 남∙여 각각 7개국이 선정되었고, 예선 대회를 통해 남∙여 각각 두 나라가 선정되었다. 개최국 러시아는 남자부∙여자부 모두 본선에 자동진출하였다.

### 세계 컬링 선수권 대회 점수
본선 진출을 결정하는 세계 컬링 선수권 대회 점수는 세계 컬링 선수권 대회 최종 순위를 기반으로 배정된다. 해당 연도의 대회에 참가하지 못한 나라는 0점이 부여된다. 점수 배분은 대음과 같이 주어진다:
| 최종 순위 | 1  | 2  | 3  | 4 | 5 | 6 | 7 | 8 | 9 | 10 | 11 | 12 |
| 점수      | 14 | 12 | 10 | 9 | 8 | 7 | 6 | 5 | 4 | 3  | 2  | 1  |

참고: 스코틀랜드, 잉글랜드, 웨일즈는 국제 컬링 대회에 각각의 국가명으로 참가한다. 세 나라 컬링 연맹의 동의하에 영국(Great Britain)의 세계 컬링 선수권 대회 점수는 스코틀랜드의 것만으로 점수를 산정한다.

#### 최종 순위
| Key | Key                               |
| --- | --------------------------------- |
|     | 2014년 올림픽 본선 진출국         |
|     | 예선 대회를 통해 진출 가능한 나라 |

| 국가            | 2012 | 2013 | 합계 |
| --------------- | ---- | ---- | ---- |
| 캐나다          | 14   | 12   | 26   |
| 스웨덴          | 10   | 14   | 24   |
| 영국*           | 12   | 10   | 22   |
| 노르웨이        | 9    | 8    | 17   |
| 덴마크          | 6    | 9    | 15   |
| 중화인민공화국  | 7    | 7    | 14   |
| 스위스          | 4    | 6    | 10   |
| 미국            | 5    | 4    | 9    |
| 뉴질랜드        | 8    | 0    | 8    |
| 체코            | 1    | 5    | 6    |
| 러시아 (개최국) | 0    | 3    | 3    |
| 프랑스          | 3    | 0    | 3    |
| 일본            | 0    | 2    | 2    |
| 독일            | 2    | 0    | 2    |
| 핀란드          | 0    | 1    | 1    |

| 국가            | 2012 | 2013 | Total |
| --------------- | ---- | ---- | ----- |
| 스웨덴          | 12   | 12   | 24    |
| 스위스          | 14   | 8    | 22    |
| 영국*           | 7    | 14   | 21    |
| 캐나다          | 10   | 10   | 20    |
| 미국            | 8    | 9    | 17    |
| 러시아 (개최국) | 4    | 7    | 11    |
| 덴마크          | 5    | 5    | 10    |
| 대한민국        | 9    | 0    | 9     |
| 독일            | 6    | 2    | 8     |
| 일본            | 0    | 6    | 6     |
| 중화인민공화국  | 2    | 4    | 6     |
| 이탈리아        | 3    | 3    | 6     |
| 라트비아        | 0    | 1    | 1     |
| 체코            | 1    | 0    | 1     |

### 예선 대회
독일 Füssen에서 2013년 12월 11-15일에 올림픽 예선 대회가 개최되었다. 이 대회에는 2012년 또는 2013년 세계 컬링 선수권 대회에서 점수를 획득한 나라와 2011년 세계 컬링 선수권 대회에 참가한 나라 (남자부의 대한민국, 여자부의 노르웨이가 해당) 대상으로 열렸다. 이 대회를 통해 남자부에서 독일과 체코가 여자부에서는 중국과 일본이 진출하였다.

#### 예선 대회 결과 요약
|  | 본선 진출전 2 | 본선 진출전 2 | 본선 진출전 2 |  |  | 본선 진출전 1 | 본선 진출전 1 | 본선 진출전 1 |  |
|  |               |               |               |  |  |               |               |               |  |
|  | 2             | 체코          | 5             |  |  |               |               |               |  |
|  | 3             | 미국          | 8             |  |  | 1             | 독일          | 7             |  |
|  |               |               |               |  |  | 2             | 체코          | 4             |  |

|  | 본선 진출전 2 | 본선 진출전 2 | 본선 진출전 2 |  |  | 본선 진출전 1 | 본선 진출전 1 | 본선 진출전 1 |  |
|  |               |               |               |  |  |               |               |               |  |
|  | 2             | 일본          | 10            |  |  |               |               |               |  |
|  | 3             | 노르웨이      | 4             |  |  | 1             | 중국          | 7             |  |
|  |               |               |               |  |  | 2             | 일본          | 6             |  |